# لارفا (جيان)
بلدية لارفا (بالإسبانية: Larva) هي بلدية تقع في مقاطعة جيان التابعة لمنطقة أندلوسيا جنوب إسبانيا.

## الديموغرافيا
بلغ عدد سكان بلدية لارفا 494 نسمة عام 2011 (وفقاً للمعهد الوطني للإحصاء الإسباني).
| 546 | 518 | 511 | 474 | 478 | 478 | 494 |